# 6.ª etapa da Volta a Espanha de 2022
A 6.ª etapa da Volta a Espanha de 2022 teve lugar a 25 de agosto de 2022 entre Bilbao e Pico Jano sobre um percurso de 181,2 km. O vencedor foi o australiano Jay Vine do Alpecin-Deceuninck e o belga Remco Evenepoel se converteu no novo líder da prova.

## Classificação da etapa
| Bilbau - Pico Jano | alta montanha | (181,2 km) |

| \| Classificação por etapas \| Classificação por etapas \| Classificação por etapas \| Classificação por etapas \| Classificação por etapas \| \| Ciclista \| Ciclista \| Equipe \| Tempo \| \| \| ------------------------ \| ------------------------ \| ------------------------ \| ------------------------ \| ------------------------ \| \| 1. \| Jay Vine \| Alpecin-Deceuninck \| 4h38m00s \| \| \| 2. \| Remco Evenepoel \| Quick-Step Alpha Vinyl \| + 15s \| \| \| 3. \| Enric Mas \| Movistar Team \| + 16s \| \| \| 4. \| Juan Ayuso \| UAE Team Emirates \| + 55s \| \| \| 5. \| Primož Roglič \| Jumbo-Visma \| + 1m37s \| \| \| 6. \| Pavel Sivakov \| Ineos Grenadiers \| + 1m37s \| \| \| 7. \| Tao Geoghegan Hart \| Ineos Grenadiers \| + 1m37s \| \| \| 8. \| Jai Hindley \| Bora-Hansgrohe \| + 1m37s \| \| \| 9. \| Carlos Rodríguez \| Ineos Grenadiers \| + 1m37s \| \| \| 10. \| Simon Yates \| BikeExchange-Jayco \| + 1m37s \| \| |                    |                        |          |
| |                    |                        |          |
| Fonte: ProCyclingStats |                    |                        |          |
| Classificação por etapas |                    |                        |          |
| Ciclista | Ciclista           | Equipe                 | Tempo    |
| 1. | Jay Vine           | Alpecin-Deceuninck     | 4h38m00s |
| 2. | Remco Evenepoel    | Quick-Step Alpha Vinyl | + 15s    |
| 3. | Enric Mas          | Movistar Team          | + 16s    |
| 4. | Juan Ayuso         | UAE Team Emirates      | + 55s    |
| 5. | Primož Roglič      | Jumbo-Visma            | + 1m37s  |
| 6. | Pavel Sivakov      | Ineos Grenadiers       | + 1m37s  |
| 7. | Tao Geoghegan Hart | Ineos Grenadiers       | + 1m37s  |
| 8. | Jai Hindley        | Bora-Hansgrohe         | + 1m37s  |
| 9. | Carlos Rodríguez   | Ineos Grenadiers       | + 1m37s  |
| 10. | Simon Yates        | BikeExchange-Jayco     | + 1m37s  |

## Classificações ao final da etapa

### Classificação geral
| \| Classificação geral \| Classificação geral \| Classificação geral \| Classificação geral \| Classificação geral \| \| Ciclista \| Ciclista \| Equipe \| Tempo \| \| \| ------------------- \| ------------------- \| ---------------------- \| ------------------- \| ------------------- \| \| 1. \| Remco Evenepoel \| Quick-Step Alpha Vinyl \| 20h50m07s \| \| \| 2. \| Rudy Molard \| Groupama-FDJ \| + 21s \| \| \| 3. \| Enric Mas \| Movistar Team \| + 28s \| \| \| 4. \| Primož Roglič \| Jumbo-Visma \| + 1m01s \| \| \| 5. \| Juan Ayuso \| UAE Team Emirates \| + 1m12s \| \| \| 6. \| Pavel Sivakov \| Ineos Grenadiers \| + 1m27s \| \| \| 7. \| Tao Geoghegan Hart \| Ineos Grenadiers \| + 1m27s \| \| \| 8. \| Carlos Rodríguez \| Ineos Grenadiers \| + 1m34s \| \| \| 9. \| Simon Yates \| BikeExchange-Jayco \| + 1m52s \| \| \| 10. \| João Almeida \| UAE Team Emirates \| + 1m54s \| \| |                    |                        |           |
| |                    |                        |           |
| Fonte: ProCyclingStats |                    |                        |           |
| Classificação geral |                    |                        |           |
| Ciclista | Ciclista           | Equipe                 | Tempo     |
| 1. | Remco Evenepoel    | Quick-Step Alpha Vinyl | 20h50m07s |
| 2. | Rudy Molard        | Groupama-FDJ           | + 21s     |
| 3. | Enric Mas          | Movistar Team          | + 28s     |
| 4. | Primož Roglič      | Jumbo-Visma            | + 1m01s   |
| 5. | Juan Ayuso         | UAE Team Emirates      | + 1m12s   |
| 6. | Pavel Sivakov      | Ineos Grenadiers       | + 1m27s   |
| 7. | Tao Geoghegan Hart | Ineos Grenadiers       | + 1m27s   |
| 8. | Carlos Rodríguez   | Ineos Grenadiers       | + 1m34s   |
| 9. | Simon Yates        | BikeExchange-Jayco     | + 1m52s   |
| 10. | João Almeida       | UAE Team Emirates      | + 1m54s   |

### Classificação por pontos
| Classificação por pontos | Classificação por pontos | Classificação por pontos | Classificação por pontos | Classificação por pontos |
| Ciclista                 | Ciclista                 | Equipe                   | Pontos                   |                          |
| ------------------------ | ------------------------ | ------------------------ | ------------------------ | ------------------------ |
| 1.                       | Sam Bennett              | Bora-Hansgrohe           | 127 pts                  |                          |
| 2.                       | Mads Pedersen            | Trek-Segafredo           | 118 pts                  |                          |
| 3.                       | Marc Soler               | UAE Team Emirates        | 47 pts                   |                          |
| 4.                       | Primož Roglič            | Jumbo-Visma              | 41 pts                   |                          |
| 5.                       | Remco Evenepoel          | Quick-Step Alpha Vinyl   | 41 pts                   |                          |
| 6.                       | Enric Mas                | Movistar Team            | 37 pts                   |                          |
| 7.                       | Fausto Masnada           | Quick-Step Alpha Vinyl   | 36 pts                   |                          |
| 8.                       | Pascal Ackermann         | UAE Team Emirates        | 34 pts                   |                          |
| 9.                       | Tim Merlier              | Alpecin-Deceuninck       | 34 pts                   |                          |
| 10.                      | Daniel McLay             | Arkéa-Samsic             | 34 pts                   |                          |

### Classificação da montanha
| Classificação da montanha | Classificação da montanha | Classificação da montanha | Classificação da montanha | Classificação da montanha |
| Ciclista                  | Ciclista                  | Equipe                    | Pontos                    |                           |
| ------------------------- | ------------------------- | ------------------------- | ------------------------- | ------------------------- |
| 1.                        | Victor Langellotti        | Burgos-BH                 | 13 pts                    |                           |
| 2.                        | Jay Vine                  | Alpecin-Deceuninck        | 11 pts                    |                           |
| 3.                        | Rubén Fernández           | Cofidis                   | 11 pts                    |                           |
| 4.                        | Mark Padun                | EF Education-EasyPost     | 10 pts                    |                           |
| 5.                        | Remco Evenepoel           | Quick-Step Alpha Vinyl    | 6 pts                     |                           |
| 6.                        | Roger Adrià               | Equipo Kern Pharma        | 6 pts                     |                           |
| 7.                        | Lawson Craddock           | BikeExchange-Jayco        | 5 pts                     |                           |
| 8.                        | Marc Soler                | UAE Team Emirates         | 5 pts                     |                           |
| 9.                        | Joan Bou                  | Euskaltel-Euskadi         | 5 pts                     |                           |
| 10.                       | Fausto Masnada            | Quick-Step Alpha Vinyl    | 5 pts                     |                           |

### Classificação dos jovens
| Classificação dos jovens | Classificação dos jovens | Classificação dos jovens | Classificação dos jovens | Classificação dos jovens |
| Ciclista                 | Ciclista                 | Equipe                   | Tempo                    |                          |
| ------------------------ | ------------------------ | ------------------------ | ------------------------ | ------------------------ |
| 1.                       | Remco Evenepoel          | Quick-Step Alpha Vinyl   | 20h50m07s                |                          |
| 2.                       | Juan Ayuso               | UAE Team Emirates        | + 1m12s                  |                          |
| 3.                       | Pavel Sivakov            | Ineos Grenadiers         | + 1m27s                  |                          |
| 4.                       | Carlos Rodríguez         | Ineos Grenadiers         | + 1m34s                  |                          |
| 5.                       | João Almeida             | UAE Team Emirates        | + 1m54s                  |                          |
| 6.                       | Gino Mäder               | Bahrain Victorious       | + 2m03s                  |                          |
| 7.                       | Thymen Arensman          | Team DSM                 | + 2m14s                  |                          |
| 8.                       | Sergio Higuita           | Bora-Hansgrohe           | + 2m22s                  |                          |
| 9.                       | Santiago Buitrago        | Bahrain Victorious       | + 5m15s                  |                          |
| 10.                      | Urko Berrade             | Equipo Kern Pharma       | + 9m01s                  |                          |

### Classificação por equipas
| Classificação por equipes | Classificação por equipes          | Classificação por equipes | Classificação por equipes |
| Equipe                    | Equipe                             | Tempo                     |                           |
| ------------------------- | ---------------------------------- | ------------------------- | ------------------------- |
| 1.                        | UAE Team Emirates                  | 61h44m41s                 |                           |
| 2.                        | Bahrain Victorious                 | + 10s                     |                           |
| 3.                        | Ineos Grenadiers                   | + 15s                     |                           |
| 4.                        | Movistar Team                      | + 34s                     |                           |
| 5.                        | Bora-Hansgrohe                     | + 1m10s                   |                           |
| 6.                        | EF Education-EasyPost              | + 4m25s                   |                           |
| 7.                        | Jumbo-Visma                        | + 5m55s                   |                           |
| 8.                        | Intermarché-Wanty-Gobert Matériaux | + 8m45s                   |                           |
| 9.                        | Astana Qazaqstan Team              | + 11m54s                  |                           |
| 10.                       | Groupama-FDJ                       | + 16m54s                  |                           |

## Abandonos
Jan Hirt não tomou a saída depois de ter dado positivo em COVID-19.